# White Cover
『White Cover』（ホワイト・カバー）は、2012年12月5日に発売されたINFINITY16のカバーアルバム。

## 概要
- 冬に発売された名曲や冬の定番楽曲などをレゲエ風にアレンジしたカバーアルバム。
- 今作に収録されている楽曲をカバーしたアーティストは新人女性シンガーであるRidy、LADY KEIKEI、Chegaの3人。

## 収録曲
1. Last Christmas
歌:Ridy[注 1]
ワム!の楽曲。
2. DEPARTURES
歌:Chega
globeの楽曲。
3. Choo Choo TRAIN
歌:LADY KEIKEI
ZOOの楽曲。
4. White Love
歌:LADY KEIKEI
SPEEDの楽曲。
5. All I Want For Christmas Is You
歌:Ridy[注 1]
マライア・キャリーの楽曲。
6. WINTER SONG
歌:Ridy[注 1]
DREAMS COME TRUEの楽曲。
7. HAPPY XMAS(War Is Over)
歌:Ridy[注 1]
ジョン・レノン&オノ・ヨーコの楽曲。